# بیلبرگیا
بیلبرگیا (نام علمی: Billbergia) نام یک سرده از خانواده آناناسیان است.